# Hatsalatladi
Hatsalatladi est une ville du Botswana.